# Mixkínksaia
Mixkínksaia (en rus: Мишкинская) és un poble (una stanitsa) de l'óblast de Rostov, a Rússia, que en el cens del 2010 tenia 3.004 habitants, pertany al districte d'Aksai.